# ダストボウル

グレートプレーンズの地図。ダストボウルの影響を受けた主要地域を示す。

ダストボウル（英語: Dust Bowl）は、1931年から1939年にかけて、アメリカ合衆国中西部のグレートプレーンズで発生した大規模な砂嵐による環境災害である。過剰な耕作と不適切な土壌管理が原因で広範な土壌侵食を引き起こし、世界恐慌と重なることで農業崩壊や約350万人の大規模な人口移動をもたらした。この人災とも呼べる現象は、持続可能な農業や環境保護の重要性を示す歴史的教訓として、現代でも研究されている。

## 背景と原因
グレートプレーンズは、白人入植以前は広大な草原が広がる地域で、表土を安定させる草根が特徴だった。しかし、19世紀後半から20世紀初頭にかけて、農地拡大のため白人農民が草地を耕し、表土を露出させた。持続可能性を考慮しない農法、すなわち深耕や単一作物栽培が広く行われ、土壌の水分保持能力が低下した。さらに、1930年代の異常気象（長期間の干ばつと強い風）がこれを悪化させ、乾燥した表土が強風（例: ダウンバースト）により舞い上がり、巨大な土埃の雲を形成した。

## 主要な出来事
ダストボウルの期間中、数多くの砂嵐が発生したが、特に以下の出来事が記録に残る。
- 1933年11月11日: サウスダコタ州で発生した強大な砂嵐が、同年最悪の災害となり、農地の表土を広範囲に剥がした。
- 1934年5月9日–11日: グレートプレーンズを襲った2日間にわたる砂嵐は、約4億8000万トンの表土を吹き飛ばし、シカゴに土埃が雪のように降り注いだ。一人あたり約4ポンド（約1.8kg）の土埃が空から落ち、遠くニューヨークやワシントンD.C.にも到達した[3]。この年の冬、ニューイングランドでは赤い雪が観測された。
- 1935年4月14日: 「黒い日曜日（Black Sunday）」として知られる最悪の砂嵐が発生。20回以上の「黒い吹雪」がグレートプレーンズを襲い、視界が150cm先も見えないほどの暗闇をもたらした[4]。

## 影響

### 農業の崩壊
ダストボウルは、約4000万ヘクタールの農地に影響を及ぼし、グレートプレーンズの農業生産高を約30%減少させた。テキサス州、オクラホマ州、カンザス州などで農家は離農を余儀なくされ、約350万人が移住した。特にオクラホマ州では人口の15%（30万–40万人）がカリフォルニア州や他の西部州へ移住し、彼らは「オーキー（Okie）」と呼ばれた。この呼称は軽蔑的なニュアンスを帯び、現在もその名残がある。

### 環境的影響
ダストボウルにより、グレートプレーンズの表土の多くが大西洋へ吹き流され、永久に失われた。また、オガララ帯水層の過剰な利用が始まり、長期的な水資源の枯渇リスクが高まった。これが現代の砂漠化問題の先駆けとなった。

### 政府的対応
フランクリン・ルーズベルト大統領のニューディール政策の一環として、1935年に土壌保護局（SCS）が設立され、植林や輪作、グラウンドカバーの導入など、土壌保護策が推進された。SCSは1994年に自然資源保護局（NRCS）として改組され、現代の持続可能な農業政策の基礎となった。

## 文化的遺産
ダストボウルは、芸術や文学に深い影響を与えた。写真家のドロシア・ラングは、FSAプロジェクトで「移民の母」など、移住者の苦難を捉えた写真を撮影し、広く知られるようになった。フォークシンガーのウディ・ガスリーは「Dust Bowl Blues」などの楽曲で、農民の生活を歌い上げた。小説家のジョン・スタインベックの『怒りの葡萄』（1939年）は、ピューリッツァー賞を受賞し、ダストボウルの社会的影響を世界に知らしめた。
ダストボウルの影響は現代のポップカルチャーにも及ぶ。映画『インターステラー』（2014年、クリストファー・ノーラン監督）は、ダストボウルに着想を得た環境危機を描いたとされる。

## 現代的意義
ダストボウルは、持続可能な農業と環境管理の重要性を現代に示す教訓である。気候変動による干ばつの増加や土壌劣化が進行する中、ダストボウルと類似のリスクが再び注目されている。IPCCの報告書（2022年）は、適切な土地管理がなければ、グレートプレーンズや他の地域で同様の災害が再発する可能性を指摘している。また、土壌保護局の設立は、現代の環境保護政策の先駆けとなり、国際的な持続可能な開発目標（SDGs）にも影響を与えている。